# Germain II de Constantinople
Germain II Nauplius (en grec : Γερμανός Β’ Ναύπλιος) fut patriarche de Constantinople (en exil à Nicée) de 1223 jusqu’à sa mort en 1240. Il écrivit plusieurs textes visant à défendre l’Église grecque contre les « erreurs » des Latins, de nombreuses homélies pour le peuple de son patriarcat, ainsi que des hymnes liturgiques.

## Sa vie
Le futur patriarche Germain II naquit à Anaplous dans la deuxième moitié du XIIe siècle ; sa famille, d’origine modeste, était établie sur le Bosphore. Il entra dans le clergé et était diacre à Sainte-Sophie lors de la chute de Constantinople. Il se réfugia alors dans un petit monastère près d'Achyraous, dans l'Hellespont,.
Il fut choisi par l’empereur Jean III Doukas Vatatzès de Nicée pour devenir patriarche œcuménique à un âge probablement assez avancé,  alors qu’il appartenait à une communauté monastique près de la ville d’Akhyraous. Intronisé le 4 janvier 1223, il se révéla rapidement un allié important de l’empereur dont il appuya tout au long de son patriarcat les revendications comme légitime successeur des empereurs byzantins. Il s’opposa ainsi aux prélats d’Épire qui appuyaient les souverains locaux, ainsi qu’à Démétrios Chomatènos, archevêque d’Ohrid, qui avait présidé au couronnement de Théodore Comnène Doukas comme empereur de Thessalonique et pour qui la chute de Constantinople signifiait aussi la fin de l’unité de l’empire. Deux empires et deux Églises revendiquaient ainsi la succession politique et religieuse de l’Empire byzantin. Toutefois, après la défaite épirote de Klokonitsa en 1230, les évêques d’Épire se rallièrent progressivement et le même Georges Bardanès, qui avait écrit en 1228 une lettre au patriarche Germain II au nom de l’ensemble des évêques épirotes consacrant le schisme, dut écrire une nouvelle lettre mettant un terme au même schisme. Son autorité reconnue, Germain II visita l’ensemble de la région en 1238.
Il devait cependant se montrer beaucoup plus souple sur la question de l’autonomie des Églises locales. En 1235, après avoir consulté les patriarches d’Alexandrie, d’Antioche et de Jérusalem, même si ceux-ci ne se trouvaient plus en terre orthodoxe, il éleva au rang de patriarcat l’archevêché de Tirnovo, permettant ainsi de sceller une alliance entre l’empereur de Nicée Jean III et le tsar bulgare Ivan Asen II, mettant un terme à la soumission de cette Église à Rome, et par conséquent à la soumission au patriarcat latin de Constantinople. Les mêmes raisons motivèrent la reconnaissance de l’Église autocéphale de Serbie. La même année, il exempta l’ensemble monastique du mont Athos de toute juridiction épiscopale, permettant à celui-ci de se développer en toute indépendance.
Ceci n'empêcha pas les tentatives de rapprochement avec Rome de continuer sous son règne. En fait, l'un des principaux actes de son patriarcat est une tentative avortée de rapprochement avec les légats du pape Grégoire IX au synode de Nymphée (1234) (aujourd’hui Kemalpasha en Turquie) où l’on discuta du Filioque et des pains azymes. On ne put toutefois s’entendre et le concile dégénéra en dispute acerbe entre Grecs et Latins, chaque partie accusant l’autre d’être hérétique,,.

## Son œuvre
Afin de défendre les positions de son Église contre les « erreurs» de l’Église romaine, il écrivit plusieurs textes sur la procession du Saint-Esprit, l’utilisation des pains azymes pour la communion, le purgatoire ainsi que le baptême.  
Mais Germain II était moins un théologien qu’un pasteur. Reflet probable de ses humbles origines, il rédigea de nombreuses homélies qui ont surtout un intérêt pastoral. La plupart sont encore inédites. Il s'adressait au peuple assez régulièrement, en particulier pendant le carême, pour lequel il existe deux séries d'homélies et des catéchèses. En plus des sujets de fêtes liturgiques, il aborde des questions d'actualité : les bogomiles, les superstitions populaires, les attaques contre sa personne. Il ne s'attarde guère en développements oratoires, mais cherche surtout à instruire sa congrégation et à édifier. Pour ce faire, il cherche à capter l’attention de ses auditeurs par des histoires amusantes comme la célébration de cette messe de Noël où en plus de se chamailler sur des questions de préséance, les officiants abandonnent Germain II pendant qu’il distribue la communion pour se rendre au banquet dont les odeurs alléchantes pénètrent dans l’église.
Il fut aussi poète, composant des kanones sur les sept conciles œcuméniques de l’Église ainsi que des vers politiques sur le repentir.